# Alireza Davoudnejad
Alireza Davoudnejad (en persan : علیرضا داوودنژاد) est un réalisateur iranien né en 1954 à Téhéran.

## Filmographie
- 1975 : Shahrag
- 1976 : Nazanin
- 1978 : Ghadeghan
- 1982 : Jayeze
- 1983 : Khane-ye Ankaboot
- 1991 : Niaz
- 1993 : Khal'e selah
- 1995 : Asheghane
- 1999 : Masaebe shirin
- 2000 : Behesht az ane to
- 2000 : Bachehaye bad
- 2003 : Molaghat ba tooti
- 2005 : Hashtpa